# Rivecourt
Rivecourt ist eine französische Gemeinde mit 627 Einwohnern (Stand: 1. Januar 2022) im Département Oise in der Region Hauts-de-France. Sie gehört zum Arrondissement Compiègne und zum Kanton Estrées-Saint-Denis. Die Einwohner werden Rivecourtois genannt.

## Geographie
Die Gemeinde Rivecourt liegt an der Oise, etwa zwölf Kilometer südwestlich von Compiègne und 24 Kilometer nordöstlich von Creil. Durch das Gemeindegebiet führt die autobahnartig ausgebaute D 200. Umgeben wird Rivecourt von den Nachbargemeinden Le Meux im Norden und Osten, Lacroix-Saint-Ouen im Osten, Verberie im Süden sowie Longueil-Sainte-Marie im Westen und Nordwesten.

## Bevölkerung
| Jahr                       | 1962 | 1968 | 1975 | 1982 | 1990 | 1999 | 2006 | 2014 | 2021 |
| -------------------------- | ---- | ---- | ---- | ---- | ---- | ---- | ---- | ---- | ---- |
| Einwohner                  | 301  | 321  | 331  | 373  | 383  | 459  | 514  | 578  | 625  |
| Quellen: Cassini und INSEE |      |      |      |      |      |      |      |      |      |

## Sehenswürdigkeiten
- Kirche Saint-Wandrille, seit 1945 Monument historique (siehe auch: Liste der Monuments historiques in Rivecourt)
- Reste des früheren Priorats
- Schloss Rivecourt

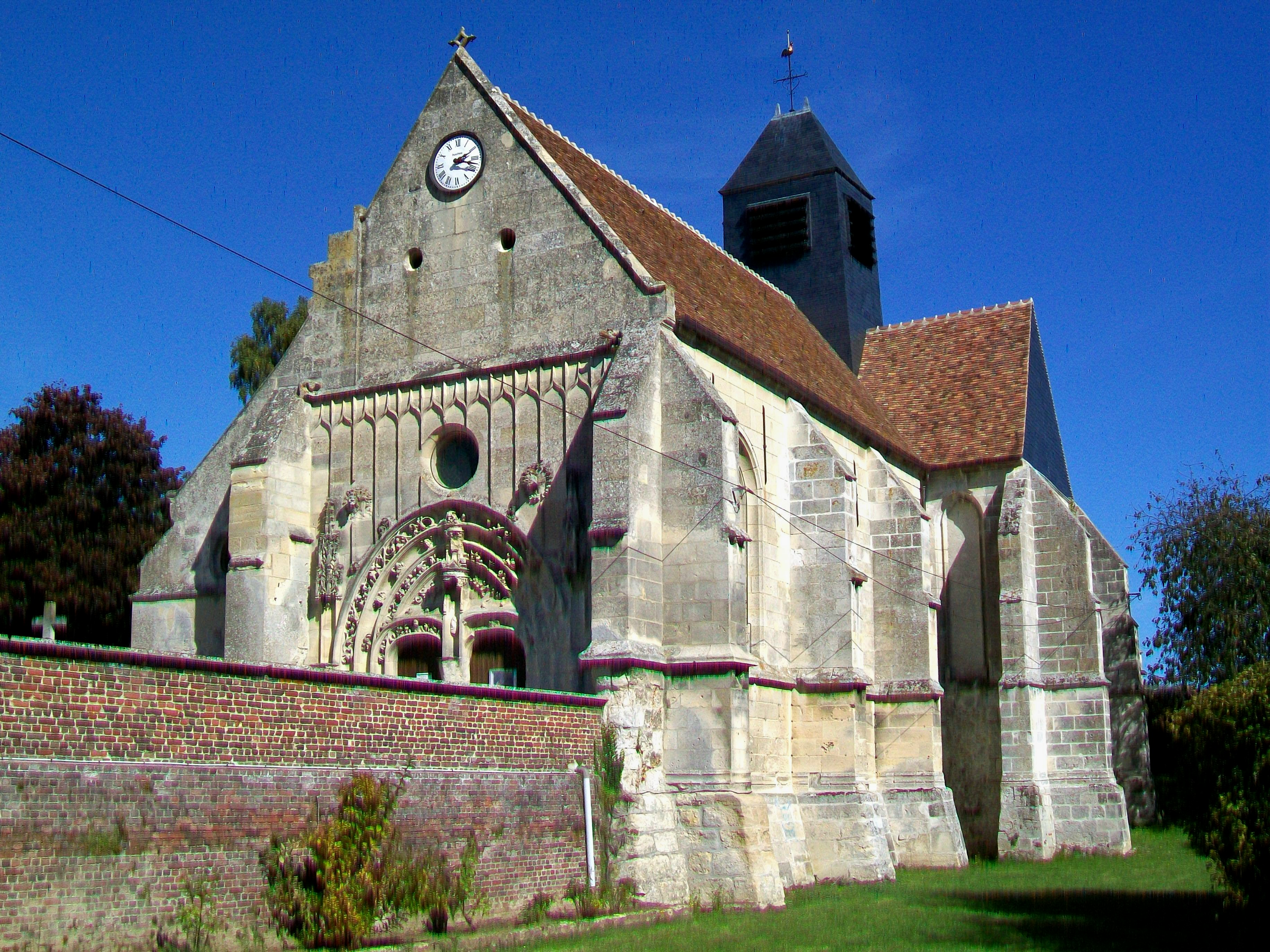
Kirche Saint-Wandrille
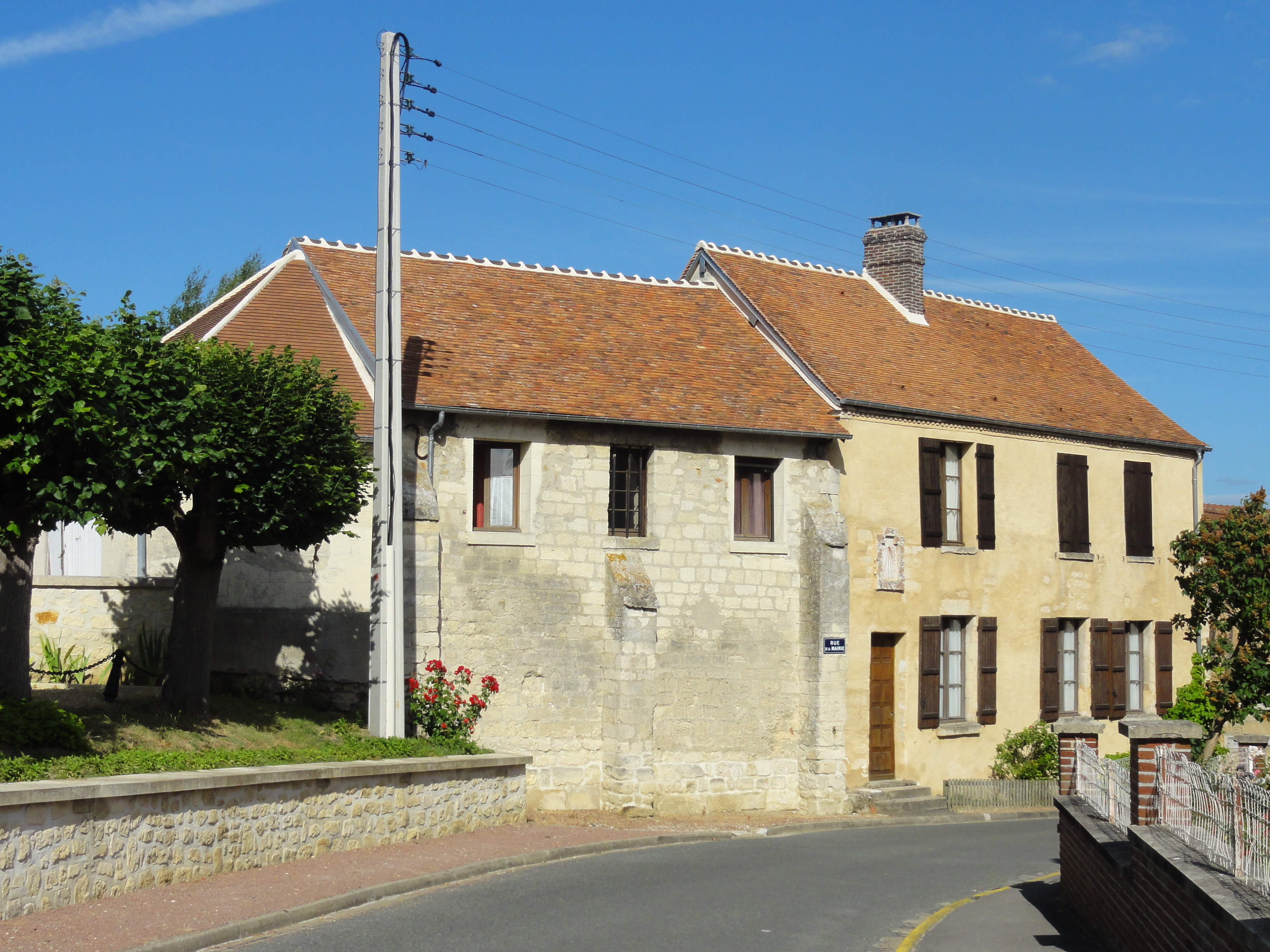
Ehemaliges Priorat
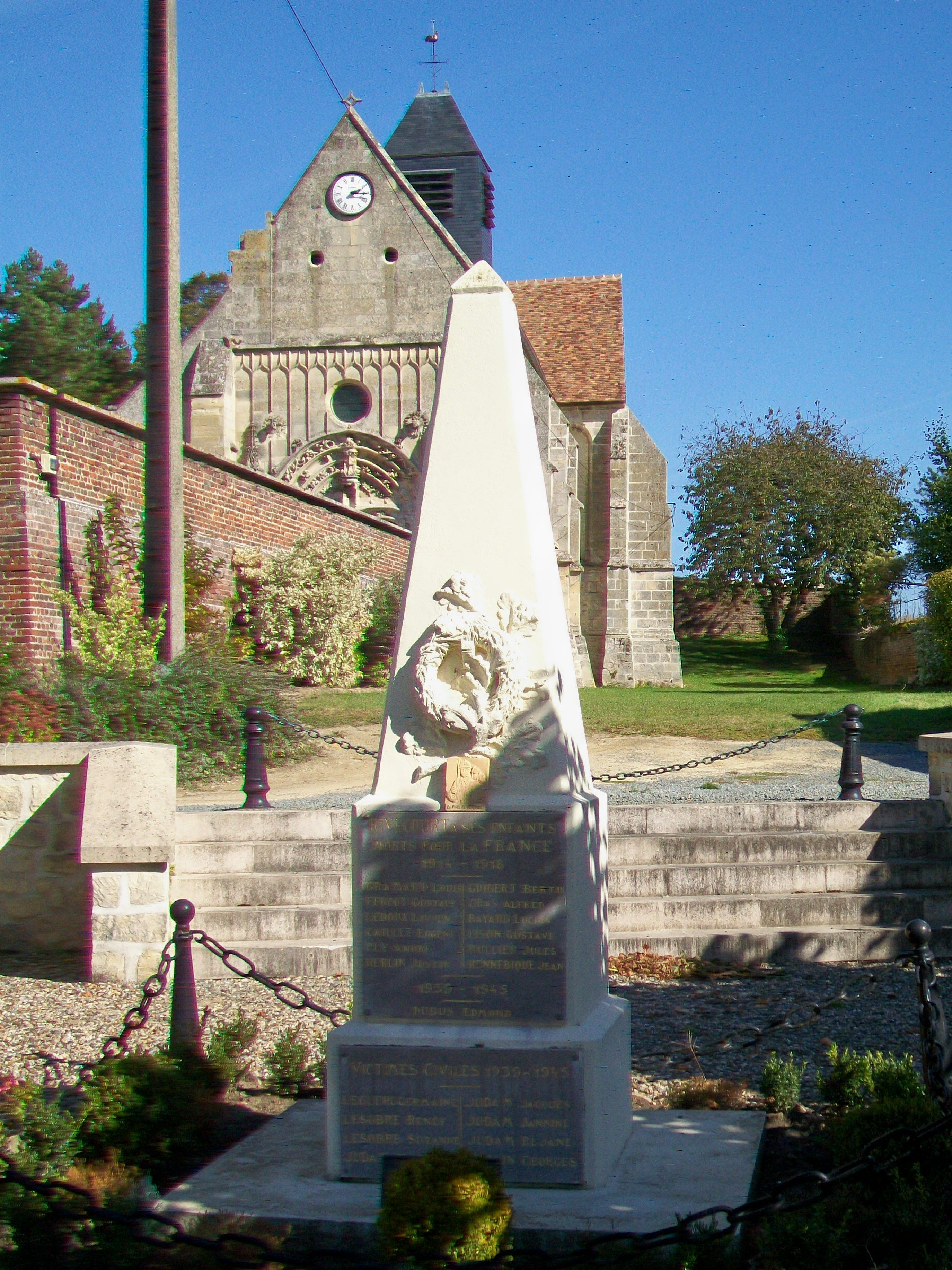
Gefallenendenkmal